# ジューン・ロックハート
ジューン・ロックハート（June Lockhart,  1925年6月25日 - ）は、アメリカ合衆国の女優である。

## 来歴
1925年、ニューヨーク州ニューヨーク市に生まれる。父親はカナダ出身の俳優で『死刑執行人もまた死す』などへ出演したジーン・ロックハート、母親はイギリス出身の女優キャスリーン・ロックハート。1938年に、父ジーンが出演した『クリスマス・キャロル』にノークレジットながら出演し、映画デビューを果たした。1940年代に入ると、徐々に出演作を増やしていき、映画のみならず舞台演劇へも進出。1948年にはブロードウェイ舞台の『For Love or Money』へ出演して、トニー賞の新人賞を受賞した。
1950年代に入ると、テレビドラマの出演も増え、1958年にテレビドラマシリーズの『名犬ラッシー』へ出演。メインキャストのルース・マーティンを演じて幅広い層から人気を集めた。同作品ではプライムタイム・エミー賞へもノミネートされている。

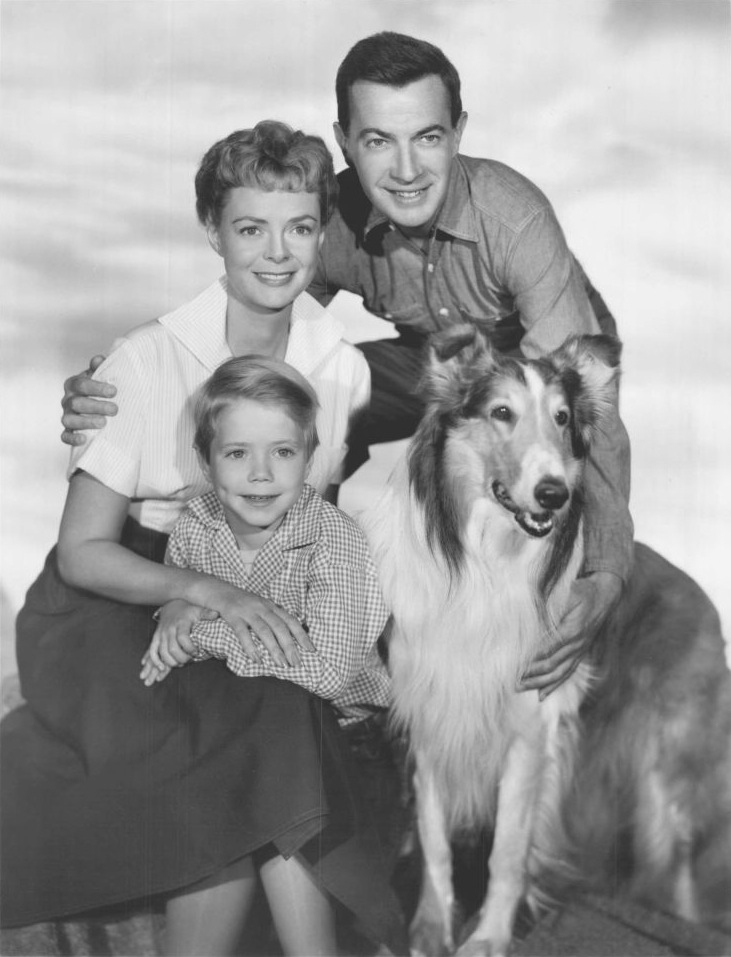
1954年ドラマ「名犬ラッシー（英語版） 」左からジューン、ヒュー・ライリー（英語版） 、子役ジョン・プロヴォスト
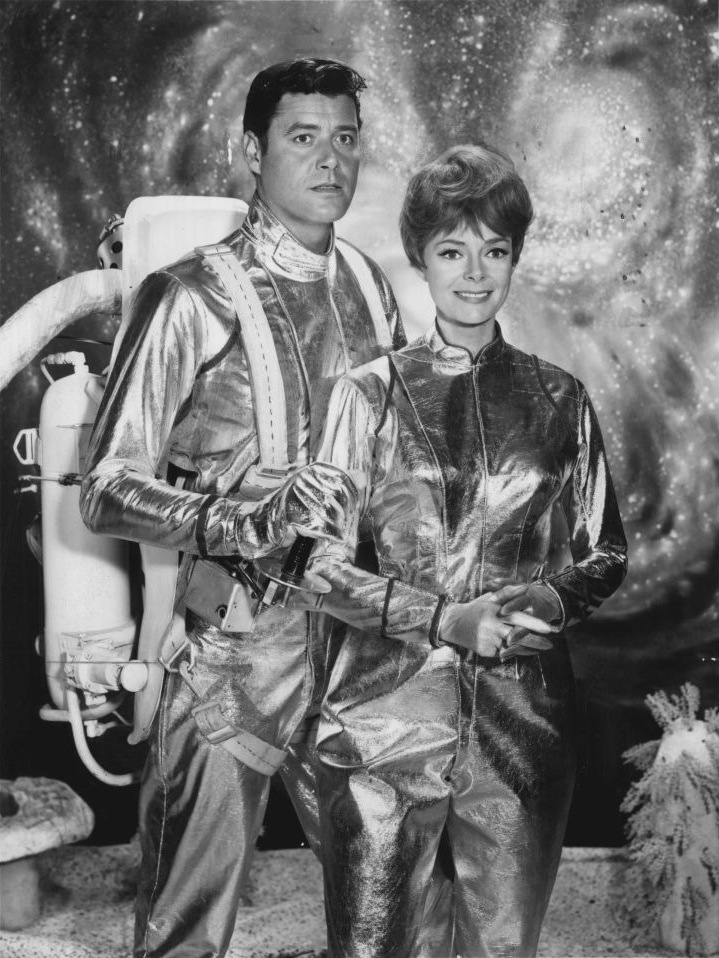
「宇宙家族ロビンソン」（1965年）のガイ・ウィリアムズ（左）とジューン

またそれ以外のテレビの代表作として『宇宙家族ロビンソン』があり、同ドラマではロビンソン一家の母親を演じている。1998年に製作された同ドラマリメイク版の映画『ロスト・イン・スペース』へはドラマとは違う役柄でカメオ出演している。

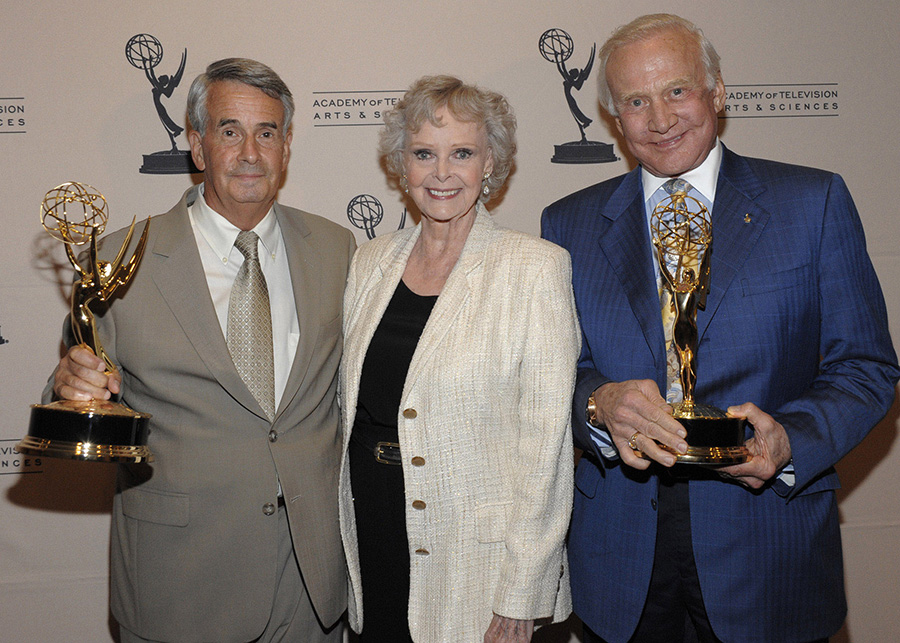
NASA TVが2009年に「ファイロ・T・ファンズワース賞（英語版）」を受賞。ゴダード宇宙飛行センターのエンジニアのリチャード・ナフズガー（左）、ジューン、アポロ11号の宇宙飛行士バズ・オルドリン（右）が代表して受け取った。
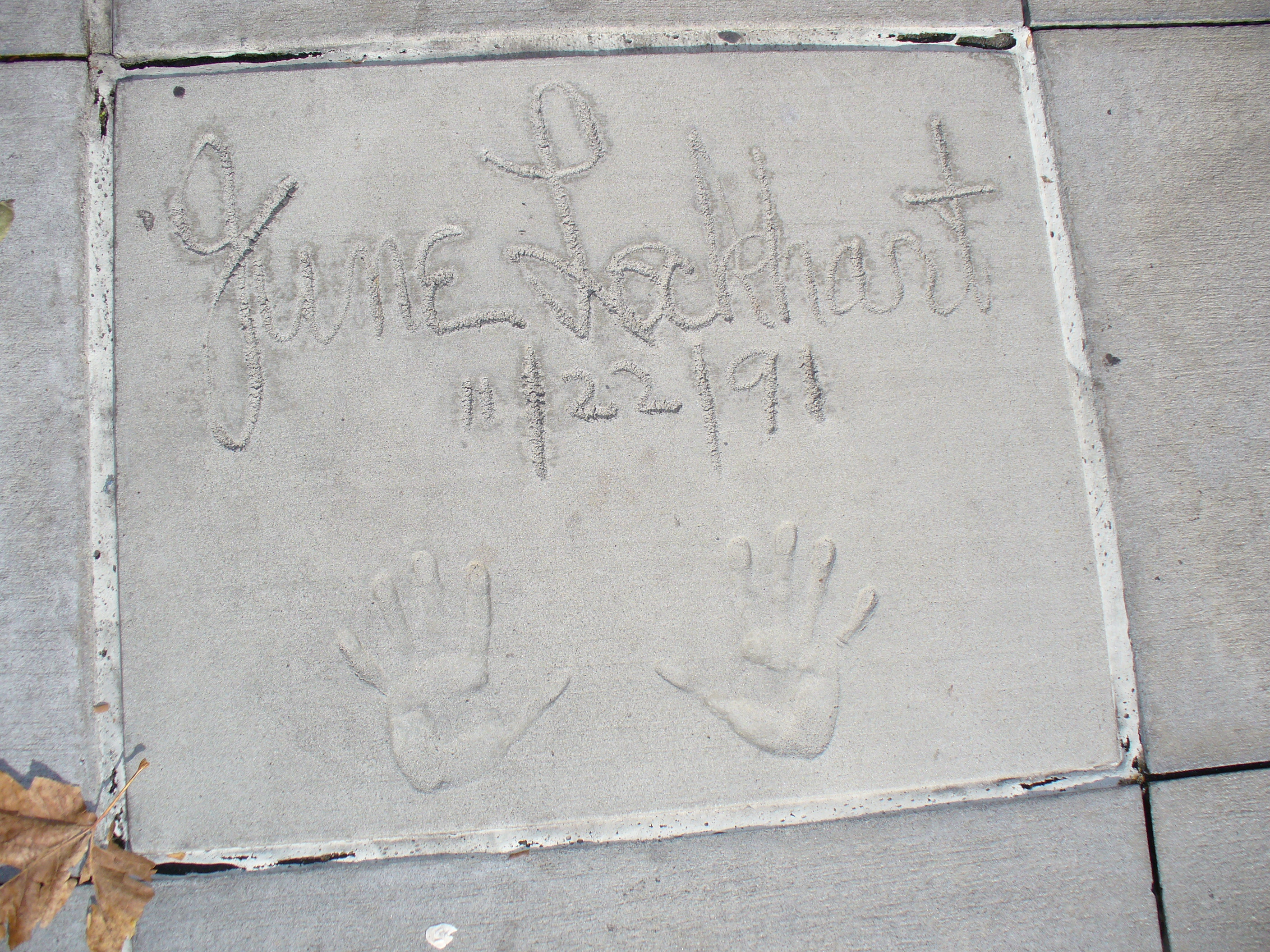
ディズニー・ハリウッド・スタジオのハリウッド ヒルズ アンフィシアターの前のジューンの手形

### 私生活
これまで2度の結婚歴があり、1951年に医師だったJohn Maloneyと結婚。2児をもうけるが1959年に離婚。子供のうちの姉のアン・ロックハートは女優となった。同年にJohn C. Lindsayと結婚したが、1970年に再び離婚している。

## 出演作品

### 映画
- クリスマス・キャロル A Christmas Carol (1938)
- 凡てこの世も天国も All This, and Heaven Too (1940)
- 四人の息子 Adam Had Four Sons (1941)
- ヨーク軍曹 Sergeant York (1941)
- シャーリー・テンプルの夢みるお年頃 Miss Annie Rooney (1942)
- 提督の館 Forever and a Day (1943)
- ドーヴァーの白い崖 The White Cliffs of Dover (1944)
- 若草の頃 Meet Me in St. Louis (1944)
- Keep Your Powder Dry (1945)
- ラッシーの息子 Son of Lassie (1945)
- 謎の狼女 She-Wolf of London (1946)
- Easy to Wed (1946)
- 子鹿物語 The Yearling (1946)
- Tメン T-Men (1947)
- 祖国への反逆! 第5捕虜収容所 Time Limit (1957)
- 名犬ラッシーの大冒険 Lassie's Great Adventure (1963)
- Lassie: A Christmas Tail (1963)
- 連続婦女暴行魔・ミニスカートの囮 The Bait (1973) ※テレビ映画
- Who Is the Black Dahlia? (1975) ※テレビ映画
- 恐怖! 蜘蛛の巣連続殺人 Curse of the Black Widow (1977)
- 愛しい貴方 Just Tell Me You Love Me (1978)
- 愛の贈物 The Gift of Love (1978) ※テレビ映画
- Walking Through the Fire (1979) ※テレビ映画
- バタフライ Butterfly (1982)
- グリズリー・アダムズ物語  The Capture of Grizzly Adams (1982) ※テレビ映画
- デッドリー・ゲーム Deadly Games (1982)
- アラジンと魔法のランプ (1982) ※日本アニメ映画の英語吹替え
- ストレンジ・インベーダーズ Strange Invaders (1983)
- The Night They Saved Christmas (1984) ※テレビ映画
- The All American Cowboy (1985)
- トロル Troll (1986)
- パーフェクト・ピープル Perfect People (1988) ※テレビ映画
- ハリウッド行進曲/私をスタジオに連れてって Rented Lips (1988)
- ゾンビ・パラダイス/ゾンビが街にやってきた! C.H.U.D. II - Bud the Chud (1989)
- バイオドロイド/戦慄の魔獣海域 Danger Island (1992) ※テレビ映画
- スリープ・ウィズ・ミー Sleep with Me (1994)
- 監禁/戦慄のユートピア The Colony (1995) ※テレビ映画
- ロスト・イン・スペース Lost in Space (1998)
- The Thundering 8th (2000)
- ジュエルに気をつけろ! One Night at McCool's (2001)
- Au Pair II (2001) ※テレビ映画
- Holiday in Handcuffs (2007) ※テレビ映画
- Super Capers: The Origins of Ed and the Missing Bullion (2009)
- ゾンビ・ハムレット Zombie Hamlet (2012)

### テレビドラマ
- The Paul Whiteman's Goodyear Revue (1949)
- ロバート・モンゴメリー・プレゼンツ Robert Montgomery Presents (1951 - 1957)
- ライツアウト Lights Out (1952)
- オムニバス Omnibus (1952)
- スタジオ・ワン Studio One (1952 - 1958)
- Kukla, Fran and Ollie (1953)
- ジャスティス Justice (1954, 1955)
- The Elgin Hour (1955)
- サイエンス・フィクション・シアター Science Fiction Theatre (1956)
- クリストファーズ The Christophers (1956)
- スタジオ57 Studio 57 (1956)
- プレイハウス90 Playhouse 90 (1956, 1958)
- 西部のパラディン Have Gun - Will Travel (1957, 1958)
- クライマックス! Climax! (1957)
- シャーリー・テンプルのおとぎの国 Shirley Temple's Storybook (1958)
- ガンスモーク Gunsmoke (1958)
- 幌馬車隊 Wagon Train (1958, 1960)
- 名犬ラッシー Lassie (1958 - 1964)
- シマロン・シティ Cimarron City (1958)
- ローハイド Rawhide (1959)
- ジェネラル・エレクトリック・シアター General Electric Theater (1959)
- ジェネラル・ホスピタル General Hospital (1963)
- ペリー・メイスン Perry Mason (1964)
- 奥さまは魔女 Bewitched (1964)
- 原子力潜水艦シービュー号 Voyage to the Bottom of the Sea (1964)
- 0011ナポレオン・ソロ The Man from U.N.C.L.E. (1964)
- ブランデッド Branded (1965)
- ヒッチコック劇場 The Alfred Hitchcock Hour (1965)
- ミスター・ノバック Mr. Novak (1965)
- 宇宙家族ロビンソン Lost in Space (1965 - 1968)
- スケルトンの大笑劇場 The Red Skelton Show (1967, 1969)
- ニューヨーク・パパ Family Affair (1968)
- じゃじゃ馬億万長者 The Beverly Hillbillies (1968)
- Petticoat Junction (1968 - 1970)
- 恋愛専科/アメリカ式愛のテクニック Love, American Style (1973)
- ドクター・ウェルビー Marcus Welby, M.D. (1974)
- 特捜隊アダム12 Adam-12 (1974)
- 警察物語 Police Story (1975)
- 警官フォレスター Joe Forrester (1975)
- エラリー・クイーン Ellery Queen (1975)
- ハッピーデイズ Happy Days (1975)
- Dr.刑事クインシー Quincy M.E. (1976, 1979, 1983)
- Sword of Justice (1978)
- The Hardy Boys/Nancy Drew Mysteries (1978)
- ベガス Vega$ (1981)
- UFO時代のときめき飛行 アメリカン・ヒーロー The Greatest American Hero (1981, 1983)
- 私立探偵マグナム Magnum, P.I. (1981)
- ダークルーム Darkroom (1981)
- ファルコン・クレスト Falcon Crest (1982)
- Knots Landing (1982)
- マイコン大作戦 Whiz Kids (1984)
- ジェシカおばさんの事件簿 Murder, She Wrote (1985)
- コルビーズ The Colbys (1986)
- 世にも不思議なアメージング・ストーリー / 『パンプキン競争』 Amazing Stories (1986)
- 新・名犬ラッシー The New Lassie (1989)
- フルハウス Full House (1991)
- バビロン5 Babylon 5 (1994)
- ロザンヌ Roseanne (1995)
- セブンスヘブン 7th Heaven (1997)
- ビバリーヒルズ高校白書 Beverly Hills, 90210 (1997, 1998)
- ドリュー・ケリー DE ショー! The Drew Carey Show (2002)
- Andy Richter Controls the Universe (2003)
- ラスベガス Las Vegas (2004)
- Rock Me, Baby (2004)
- Complete Savages (2004, 2005)
- グレイズ・アナトミー 恋の解剖学 Grey's Anatomy (2006)
- コールドケース 迷宮事件簿 Cold Case (2006)
- Vanity Fair: Decades (2013)

### テレビアニメ
- Pound Puppies (1986)
- レンとスティンピー The Ren & Stimpy Show (1994, 1995)
- Duckman: Private Dick/Family Man (1995)
- The Critic (1995)
- ジョニー・ブラボー Johnny Bravo (1997)

### ビデオゲーム
- Tesla Effect (2014)